# Tylosaurus
Tylosaurus (din greaca veche τυλος (tylos) „protuberanță, buton” + greaca σαυρος (sauros) „șopârlă”) a fost un mosasaur, o reptilă marină mare, prădătoare, strâns înrudită cu varanii și cu șerpii, din Cretacicul târziu.